# 백만장자의 첫사랑
백만장자의 첫사랑은 2006년 개봉된 대한민국의 영화이다. 현빈과 이연희가 주연을 맡았다. 아이돌 그룹 동방신기가 O.S.T에 참여하였다.

## 줄거리
집안의 재력을 빽줄삼아 무법천지 일탈을 즐기는 재벌 손자 강재경. 그는 할아버지의 유산을 물려받기 위해 주민등록증이 발급될 날만을 손꼽아 기다리고 있었는데 날벼락이 맞게 됐다. 유산을 물려받으려면 할아버지가 지정해준 고등학교를 졸업해야 한다는 조건이 있는 것. 더군다나 그 시골학교는 지금껏 재경이 고수하던 사고방식이나 돈의 가치가 전혀 통하지 않는 학교라 졸업은 고사하고 하루도 견디기 힘들었다. 그중에서도 가장 거슬리는 건 자신과 사사건건 엮이는 같은반 여학생 은환이었다. 그러던 어느날, 재경은 마을에 있는 한 보육원에 왔다가 오랜 시간 잊고있던 어린시절의 기억이 되살아났고 이를 기점으로 서서히 변하기 시작한다.

## 출연진

### 주요 인물
- 현빈 - 강재경 역
- 이연희 - 최은환 역
- 이한솔 - 명식 역
- 아용주 - 구호 역
- 함유선 - 보혜 역
- 조규철 - 순철 역
- 정욱 - 교장 원철 역
- 김병세 - 유 변호사 역

### 그외 인물
- 신철진 - 시골 담임 역
- 홍달표 - 재경 아버지 역
- 김성영 - 재경 어머니 역
- 도용구 - 명식 아버지 역
- 최찬숙 - 명식 어머니 역
- 예학영 - 한수 역
- 임주환 - 승준 역
- 이도현 - 유리 역
- 박상훈 - 재수 역
- 이도련 - 노의사 역
- 박진영 - 집사 역
- 이영후 - 강 회장역
- 권오진 - 주유소 사장 역
- 김경애 - 순철 할머니 역
- 이미도 - 명식 여동생 역

## 제작진
- 감독 : 김태균
- 제작 : 김용덕, 이주익
- 프로듀서 : 진희문
- 각본 : 김은숙
- 촬영 : 최찬민
- 편집 : 고임표
- 조명 : 박건우
- 음악 : 김태성
- 미술 : 보정
- 녹음 : 이상준
- 의상 : 문장은
- 녹음 : 이토 히로노리
- 조감독 : 류보현

## 주제가
- 동방신기 - ‘인사’